# Lycosa wroughtoni
Lycosa wroughtoni är en spindelart som beskrevs av Pocock 1899. Lycosa wroughtoni ingår i släktet Lycosa och familjen vargspindlar. Inga underarter finns listade i Catalogue of Life.